# Heliozoa
Gli Heliozoa o Eliozoi (dal greco: helios = sole; zoo = animale) sono un gruppo polifiletico di ameboidi di forma approssimativamente sferica con numerose sporgenze supportate da microtubuli chiamati axopodi che si irradiano verso l'esterno dalla superficie cellulare.
Gli Heliozoa devono il loro nome al biologo tedesco Ernst Haeckel (1834 - 1919) che nel 1866 li classificò in modo diverso dagli acantharia e dai radiolaria, gruppi con i quali condividono estensioni citoplasmatiche dette axopodi e uno scheletro minerale. 
Queste strutture conferiscono all'organismo il caratteristico aspetto a forma di sole da cui prendono il nome.